# Rosa 'Elfe'
Rosa 'Elfe' — сорт роз, относится к классу Плетистые крупноцветковые розы.
Используется в качестве декоративного садового растения.
Не следует путать с другими розами имеющими сортовой эпитет «Elfe»: флорибундами 'Elfe'  Mathias Tantau, 1945 и 'Elfe' Hans Jurgen Evers, 1988, а также чайно-гибридной 'Elfe ®'  Hans Jurgen Evers, 1985. Эти сорта уже не разводят крупные фирмы производители роз, но некоторые из них ещё присутствуют в коллекциях и могут быть использованы в создании новых сортов.

## Биологическое описание
Побеги длиной до 3 м.
Листья тёмно-зелёные, глянцевые.
Цветки махровые, старинной формы, кремово-белые, желтовато-белые, в тени могут быть зеленовато-кремовыми, обладают фруктовым ароматом средней интенсивности. Диаметр около 12 см.
Лепестков более 40.

## В культуре
Цветение непрерывное. 
Зоны морозостойкости (USDA-зоны): от 6b до 9b.
Устойчивость к мучнистой росе и чёрной пятнистости высокая. Цветки несколько чувствительны к дождю. Рекомендуется выращивать на хорошо прогреваемых солнцем местах. 